# Avenida
|                                                          |  |                                                                 |
| Marginal Tietê, um exemplo de via expressa em São Paulo. |  | Avenida Torquato Tapajós, um exemplo de via arterial em Manaus. |

Avenida é uma via urbana de grande relevância em uma cidade, às vezes constituída por duas vias, de forma a permitir grande circulação de veículos. Necessariamente precisa ser larga ou extensa, sendo que o critério normalmente utilizado para nomear uma via como avenida ou rua é sua importância relativa. Pode ser levado em consideração o fato de esta servir ou não como ponto de ligação entre outras vias e bairros importantes, conectando os serviços da região.
Muitas vezes, uma avenida pode concentrar grande quantidade de empresas, constituindo um importante centro financeiro para a cidade, como a Avenida Paulista, em São Paulo. Além desta ser um dos principais pontos turísticos e culturais da cidade. Também pode ser um relevante polo turístico, como a Avenida Atlântica, no Rio de Janeiro, a Avenida Eduardo Ribeiro, em Manaus, a Times Square e a Quinta Avenida, em Nova Iorque ou a Avenida da Liberdade em Lisboa. A avenida Atlântica também reúne diversas construções históricas da cidade, como edifícios e hotéis.

## No Brasil
De acordo com o Código de Trânsito Brasileiro (CTB), as grandes vias urbanas são classificadas como arteriais (até 60 km/h) e de trânsito rápido (via expressa).
Pode servir de ligação de entre dois municípios, como a Avenida Sapopemba, em São Paulo, com 45 quilômetros de extensão, é considerada a maior avenida de São Paulo, que termina no município de Ribeirão Pires. A maior do Brasil é a Avenida Brasil no Rio de Janeiro, com 58 km de extensão.
Em Manaus, a Avenida das Torres liga as zonas Norte e Centro-Sul, com 17,4 quilômetros de extensão, considerada a maior avenida da cidade.
A mais extensa via urbana em linha reta do Brasil, a Avenida Teotônio Segurado (ou Eixão) encontra-se em Palmas no Tocantins e tem 14,8 quilômetros de extensão total, sendo 12,54 quilômetros em linha reta.[carece de fontes?]